# Nomada frieseana
Nomada frieseana är en biart som beskrevs av Cockerell 1904. Nomada frieseana ingår i släktet gökbin, och familjen långtungebin. Inga underarter finns listade i Catalogue of Life.